# Paracetopsis
Paracetopsis är ett släkte av fiskar. Paracetopsis ingår i familjen Cetopsidae.
Kladogram enligt Catalogue of Life:
| Paracetopsis | \| \| Paracetopsis atahualpa \| \| \| \| \| \| Paracetopsis bleekeri \| \| \| \| \| \| Paracetopsis esmeraldas \| \| \| \| |
|              | \| \| Paracetopsis atahualpa \| \| \| \| \| \| Paracetopsis bleekeri \| \| \| \| \| \| Paracetopsis esmeraldas \| \| \| \| |
|              | Cetopsidium |
|              | |
|              | Cetopsis |
|              | |
|              | Denticetopsis |
|              | |
|              | Helogenes |
|              | |
|              | Paracetopsis atahualpa |
|              | |
|              | Paracetopsis bleekeri |
|              | |
|              | Paracetopsis esmeraldas |
|              | |

|  | Paracetopsis atahualpa  |
|  |                         |
|  | Paracetopsis bleekeri   |
|  |                         |
|  | Paracetopsis esmeraldas |
|  |                         |